# Лава (гірництво)

Очисний комбайн у комплексно-механізованій лаві

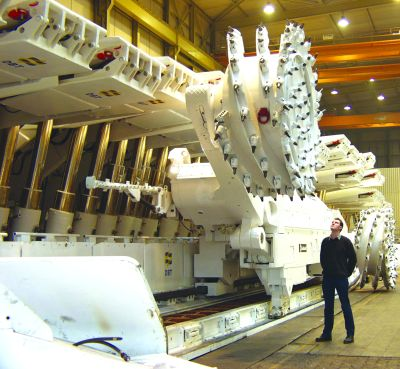
Гірниче обладнання для потужних лав: гідравлічне кріплення, комбайн і конвеєр.

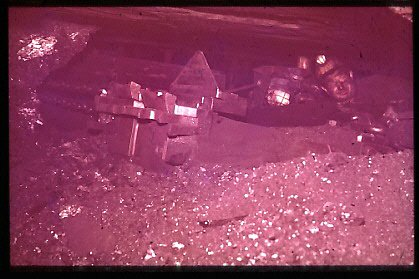
Струг у лаві.

Ла́ва — очисна горизонтальна або похила гірнича виробка.

## Опис
Лава має велику довжину (довжина лави може становити 75—400 м), один бік виробки створений масивом корисної копалини (вибоєм лави), а другий — обваленими породами виробленого простору або стінкою закладального матеріалу. Лава має виходи на транспортний та вентиляційний виймальні штреки (ходки — при вийманні лавами за підняттям або за падінням). Вибій лави може мати прямолинійну, стелеуступну або підошвоуступну форму. Лава — вибій у шахті з суцільною системою розробки вугільного або інших пластів корисної копалини. Термін «лава» традиційно використовується саме для довгих очисних вибоїв у вугільних шахтах.
Сучасні лави звичайно обладнуються механізованими комплексами очисного обладнання.

## Борт лави
Борт лави — початкова та кінцева частини лави (в сполученні її з транспортним та вентиляційним штреками).

## Походження терміна
Термін “лава” виник в Україні XIX ст. на Донбасі у зв'язку з тим, що у вибоях шахтарям доводилося працювати сидячи (укр. “лава”, “лавка” – довге сидіннях). Аналогічний термін нім. Sitzort ”сидяче місце” з'явився в Німеччині в кінці XVIII ст.